# Завалье (Хмельницкая область)
Завалье (укр. Завалля) — село в Каменец-Подольском районе Хмельницкой области Украины.
Население по переписи 2001 года составляло 582 человека. Почтовый индекс — 32337. Занимает площадь 1,507 км².

## Уроженцы
- Айзик Иосифович Рабой (1882—1944) — еврейский писатель.
- Фёдор Феодосьевич Яницкий (1852—1937) — военно-полевой хирург, генерал, доктор медицины.

## Местный совет
32337, Хмельницкая обл., Каменец-Подольский р-н, с. Завалье